# Корсунский, Александр Рафаилович
Алекса́ндр Рафаи́лович Корсу́нский (6 (19) января 1914, Екатеринослав — 15 февраля 1980, Москва) — советский историк-медиевист, педагог, специалист по истории раннесредневековой Испании. Доктор исторических наук (1965), профессор (1968). Важнейшей областью его исследований была история Римской империи и Готской Испании VI—VII веков, проблемы перехода от рабовладельческого строя к феодализму в Европе. Опубликовал около 70 научных трудов.

## Биография
Родился в семье бухгалтера Рафаила Берловича Корсунского, чья семья происходила из Ротмистровки и Александрии. В 1925 году семья переехала в Москву.
В 1938 году окончил с отличием исторический факультет Московского педагогического института. Поступил в аспирантуру по кафедре истории средних веков. Среди его учителей были выдающиеся советские историки-медиевисты Н. П. Грацианский и А. И. Неусыхин.
Главная сфера научных интересов А. Р. Корсунского — проблемы периода раннего средневековья. Он начинает работать над историей вестготской Испании, которая на тот момент была ещё мало изучена в отечественной историографии. Работал преподавателем. 26 мая 1941 года, за месяц до начала войны, защитил кандидатскую диссертацию.
В годы войны пошёл добровольцем на фронт. Начинал лейтенантом, дослужился до звания подполковника. Воевал на Брянском фронте, затем на Воронежском, 1-м Украинском и 4-м Украинском фронтах. Участвовал в освобождении Украины, Польши, Берлина. Отмечен рядом наград.
После окончания войны, как знающего несколько языков (немецкий язык — в совершенстве), оставили в управлении Советской военной администрации в Германии. Параллельно он читал лекции в Высшем общевойсковом командном училище. В 1953 году был демобилизован и вернулся в Москву.
В послевоенные годы написал ряд работ и статей по новейшей истории Германии, а также на различные социологические темы. С 1953 по 1960 год преподавал на кафедре марксизма-ленинизма Московского института нефтехимической и газовой промышленности им. Губкина. С 1960 года преподавал на кафедре истории средних веков исторического факультета МГУ. Читал общий курс истории средних веков, источниковедение, специальные курсы по истории Испании и ряд других семинаров и практических занятий. В 1965 году защитил докторскую диссертацию, стал профессором. Под его руководством защитились несколько поколений студентов и аспирантов.
Помимо истории Испании, разрабатывал одновременно проблемы раннефеодального государства и общины, социально-экономического развития Поздней Римской империи и перехода от античности к средневековью, формирования этнических общностей и возможности измерения социальных явлений в исторических источниках. В последние годы сконцентрировал внимание на изучении церкви и ересей.
Участвовал в международных конгрессах историков (Москва, Ленинград, Сан-Франциско, Берлин, Варшава). Его статьи переводились и издавались в ГДР, Испании, Румынии и других странах.
Одна из первых крупных его работ: «Образование раннефеодального государства в Западной Европе» (1963). Исследование интересующей его темы завершилось изданием фундаментального труда — монографии «Готская Испания» (1969). На эту же тему была защищена и докторская диссертация. Впоследствии он расширяет сферу своих исследований до XIII в., что вырастает в новую крупную работу — «История Испании IX—XIII вв.» (1976). Незадолго до своей смерти, он, совместно с историком из ГДР Ригобертом Гюнтером, подготовил монографию «Падение Западной Римской империи и возникновение германских королевств до середины VI века», изданную параллельно на немецком и русском языках в ГДР и СССР уже после смерти историка. Публиковал статьи в центральных научных изданиях: «Вопросы истории», «Вестник древней истории», «Средние века» и «Византийский временник».
Во время войны, в польском гетто познакомился с еврейской женщиной Идой, на которой женился в Берлине, после окончания Великой Отечественной войны. Вместе они прожили всю жизнь. Там же у них родился сын Лёва (ум. 2008).
Александр Рафаилович Корсунский скоропостижно скончался 15 февраля 1980 года в возрасте 66 лет.

## Основные работы
- Немецкие правые социал-демократы на службе у американо-английских поджигателей войны. М: Гос. изд-во полит. лит-ры, 1952—186 с.
- Корсунский А. Р. Образование раннефеодального государства в Западной Европе. — М. : Издательство МГУ, 1963. — 186 с.
- Корсунский А. Р. Готская Испания : (очерки социально-экономической и политической истории). — М. : Издательство МГУ, 1969.
- Возникновение феодальных отношений в Западной Европе. Учебно-методическое пособие. М.: Издательство МГУ, 1973. Вып. 2. 120 с.
- Корсунский А. Р. История Испании IX–XIII веков : (социально-экономические отношения и политический строй Астуро-Леонского и Леоно-Кастильского королевства). — М. : Высшая школа, 1976. — 238 с.
- Возникновение феодальных отношений в Западной Европе. Учебное пособие. М.: Издательство МГУ, 1979. Вып. 3. 86 с.
- Корсунский А. Р., Гюнтер Р. Упадок и гибель Западной Римской империи и возникновение германских королевств : (до середины VI в.) / пер с нем. М. И. Лёвиной. — М. : Издательство МГУ, 1984. — 256 с.

Полный перечень трудов А. Р. Корсунского представлен в выпуске № 45 журнала Средние века.